# Maxi Gnaucková
Maxi Gnaucková (* 10. říjen 1964 Berlín) je bývalá východoněmecká reprezentantka ve sportovní gymnastice, specialistka na cvičení na bradlech.
Od devíti let se připravovala v klubu SC Dynamo Berlín. Získala ve své kariéře 27 medailí na velkých závodech. Na olympijských hrách 1980 vyhrála na bradlech, byla druhá ve víceboji (zároveň s Nadiou Comaneciovou) a třetí v soutěži družstev a v prostných. Je pětinásobnou mistryní světa (1979, 1981 a 1983 na bradlech, v roce 1981 také v přeskoku a na kladině) a pětinásobnou mistryní Evropy (1981 ve víceboji, prostných, kladině a bradlech, v roce 1985 na bradlech). Také vyhrála bradla a prostná na závodech Družba 84 v Olomouci. V roce 1980 byla v NDR vyhlášena sportovkyní roku a v roce 1984 obdržela Vlastenecký řád za zásluhy.
Závodní kariéru ukončila v roce 1986, vystudovala Lipskou univerzitu a působí jako trenérka gymnastiky. V roce 2000 byla jako první německá zástupkyně uvedena do Gymnastické síně slávy.